# Desperate Housewives (8.ª temporada)
A oitava e última temporada de Desperate Housewives começou a ser transmitida nos Estados Unidos em 25 de setembro de 2011 e terminou em 13 de maio de 2012. Desperate Housewives foi renovada para uma oitava temporada pela ABC em 17 de maio de 2011. Desperate Housewives  foi renovada pela oitava temporada pela ABC em 17 de maio de 2011.
A falecida personagem Mary Alice Young continua a narrar os acontecimentos nas vidas de seus amigos e residentes de Wisteria Lane, Susan Delfino, Lynette Scavo, Bree Van de Kamp e Gabrielle Solis. Nesta temporada, as donas de casa tem que lidar com o encobrimento do assassinato de Alejandro Perez (padrasto de Gabrielle) no final da temporada anterior.

## Elenco
A oitava e última temporada teve doze papéis recebendo faturamento de estrelas, com nove dos treze retornando da 6ª temporada. A série é narrada por Brenda Strong, que interpreta a falecida Mary Alice Young, enquanto ela observa do além-túmulo a vida dos residentes de Wisteria Lane e de suas ex-melhores amigas. Teri Hatcher retratou Susan Delfino, que lida com o envolvimento dela no encobrimento do assassinato do padrasto de Gabrielle, além da morte do marido e da gravidez da filha. Felicity Huffman retratou Lynette Scavo, agora separada do marido. Marcia Cross retratou Bree Van de Kamp, que se encarrega do encobrimento. Eva Longoria retratou Gabrielle Solis, cuja vida sofre mudanças radicais após o encobrimento. Vanessa Williams interpretou Renee Perry, que se apaixona pela mais nova moradora de Wisteria Lane. Ricardo Antonio Chavira retratou Carlos Solis, o marido de Gabrielle que matou seu padrasto no final da temporada anterior. Doug Savant retratou Tom Scavo, agora separado de Lynette e tentando seguir em frente com sua vida. James Denton retratou Mike Delfino, marido de Susan, morto na segunda metade da temporada. Depois de fazer algumas participações especiais no final da temporada anterior, Jonathan Cake fez séries regularmente no papel de Chuck Vance, um detetive e interesse amoroso de Bree.
Nos momentos finais do final da série, uma sequência com Susan e sua família saindo de Wisteria Lane viu muitas outras estrelas fazendo aparições não creditadas como fantasmas de personagens que morreram durante o curso da série.

## Enredo
A temporada final se inicia logo após o jantar do final da temporada anterior, em que o pervertido padrasto de Gaby, Alejandro Perez, é acidentalmente morto por Carlos. Bree, Lynette e Susan andar flagram o ocorrido, e juntas, decidem encobrir o que aconteceu. Devido ao seu relacionamento com o Detetive Chuck, Bree torna-se a principal afetada pelo encobrimento do assassinato de Alejandro, e eventualmente é acusada de matá-lo. Um novo vizinho, Ben Faulkner, muda-se para Wisteria Lane, atraindo Renée ao longo do caminho. Ben está passando por graves problemas financeiros em sua empresa de construção imobiliária, e acaba encontrando recursos com um agiota perigoso e incontrolável. Mike se mete no mafioso negócio de Ben em uma tentativa de proteger Renee, mas ele acaba pagando o preço final. Durante a primeira metade da temporada, Susan luta com a culpa de seu envolvimento no caso de Alejandro, e durante a segunda parte, ela e MJ tentam lidar com a morte de Mike. Após o encobrimento do assassinato de Alejandro, Carlos desenvolve um problema com álcool, mas Gabrielle o convence a se recuperar numa clínica de reabilitação. Devido a sua consciência pesada, combinada com os recentes acontecimentos na rua, Carlos decide deixar sua carreira muito bem paga por uma carreira mais caridosa, o que obriga Gabrielle a encontrar um emprego como personal shopper e ganhar mais dinheiro. Tom sai da casa, e Lynette luta contra a rapidez com que o marido parece ter seguido em frente, até que ela aceita que ainda é apaixonada por ele, e decide que vai tentar reconquistá-lo. Karen McCluskey recebe uma notícia preocupadora sobre sua saúde e decide acabar com tudo, mas Bree consegue convencê-la do contrário.

## Elenco
Charles Mesure se juntou ao elenco principal como Ben Faulkner, um novo vizinho, o qual acha Renee Perry atraente. Andrea Parker interpreta Jane Carlson, um interesse amoroso de Tom Scavo, como um membro do elenco recorrente. Miguel Ferrer desempenha o papel recorrente de Andre Zeller, um ilustrador que possui um conflito com Susan Delfino. Scott Bakula interpreta o advogado de Bree. Ashley Morris atriz convidada, protagoniza um episódio como a noiva de Andrew. A estrela Doris Roberts interpreta uma mulher rica com a qual Gabrielle começa a trabalhar. Para a última temporada Andrea Bowen, Steven Culp, Dana Delany, Kyle MacLachlan, Mark Moses, Shawn Pyfrom, Lupe Ontiveros e Christine Estabrook reprisaram os seus papéis de Julie Mayer, Rex Van de Kamp, Katherine Mayfair, Orson Hodge, Paul Young, Andrew Van de Kamp, Juanita "Mama" Solis e Martha Huber, respectivamente.